# Jazz at Ann Arbor
| Recensione | Giudizio |
| ---------- | -------- |
| AllMusic   |          |

Jazz at Ann Arbor è un album dal vivo del trombettista jazz statunitense Chet Baker (a nome Chet Baker Quartet), pubblicato nel 1955.

## Tracce

### LP
Lato A (ST-620)
1. Line for Lyons – 6:45 (musica: Gerry Mulligan)
2. Lover Man – 5:45 (musica: Roger "Ram" Ramirez, James Sherman)
3. My Funny Valentine – 4:55 (musica: Richard Rodgers, Lorenz Hart)
4. Maid in Mexico (Arrangiamento di Russ Freeman) – 4:48 (musica: Russ Freeman)

Lato B (ST-621)
1. Stella by Starlight – 4:17 (testo: Ned Washington – musica: Victor Young)
2. My Old Flame – 5:55 (testo: Sam Coslow – musica: Arthur Johnston)
3. Headline – 3:55 (musica: Jack Montrose)
4. Russ Job (Arrangiamento di Russ Freeman) – 5:55 (musica: Russ Freeman)

### CD
Edizione CD del 2012, pubblicato dalla Phoenix Records (131542)
1. Announcement – 0:18
2. Line for Lyons – 7:16 (musica: Gerry Mulligan)
3. Lover Man – 6:06 (musica: Roger "Ram" Ramirez, James Sherman)
4. My Funny Valentine – 5:26 (musica: Richard Rodgers, Lorenz Hart)
5. Maid in Mexico – 5:11 (musica: Russ Freeman)
6. Stella by Starlight – 4:33 (testo: Ned Washington – musica: Victor Young)
7. My Old Flame – 6:04 (testo: Sam Coslow – musica: Arthur Johnston)
8. Headline – 5:06 (musica: Jack Montrose)
9. Russ Job – 6:18 (musica: Russ Freeman)
10. Zing! Went the Strings of My Heart – 6:04 (James F. Hanley) – Traccia bonus - Registrato dal vivo il 10 agosto 1954 al The Tiffany Club, Los Angeles, CA
11. My Little Suede Shoes – 6:30 (musica: Charlie Parker) – Traccia bonus - Registrato dal vivo il 10 agosto 1954 al The Tiffany Club, Los Angeles, CA
12. Line for Lyons – 5:32 (musica: Gerry Mulligan) – Traccia bonus - Registrato dal vivo il 10 agosto 1954 al The Tiffany Club, Los Angeles, CA
13. My Old Flame – 5:46 (testo: Sam Coslow – musica: Arthur Johnston) – Traccia bonus - Registrato dal vivo il 10 agosto 1954 al The Tiffany Club, Los Angeles, CA
14. Everything Happens to Me – 5:20 (testo: Tom Adair – musica: Matt Dennis) – Traccia bonus - Registrato dal vivo il 10 agosto 1954 al The Tiffany Club, Los Angeles, CA

## Formazione
- Chet Baker – tromba
- Russ Freeman – piano
- Carson Smith – contrabbasso
- Bob Neel – batteria

Note aggiuntive
- Richard Bock – produttore
- Colleen Lewis – disegno copertina frontale album originale
- William Claxton – design e foto (di Chet Baker) copertina album originale
- Ollie McLaughlin – note retrocopertina album originale[2]